# Cerro San Bernardo (Chubut)
El cerro de San Bernardo se encuentra en la provincia argentina de Chubut, a 200 km de la Cordillera de los Andes. Consta de un grupo de elevaciones de más de 1000 metros de altura con orientación norte-sur.

## Descripción
San Bernardo es el cerro más importante de dos cordones montañosos de orientación norte-sur, alcanza 1100 metros de altura. La región serrana donde se encuentra se ubica a más de 150 km de Comodoro Rivadavia.
El relieve que conforma la sierra se originó en la Era Cenozoica como resultado de las mismas fuerzas tectónicas que dieron origen a la Cordillera de los Andes.